# Happy Few
Happy Few, també coneguda com a 4 Lovers, és una pel·lícula francesa dirigida per Antony Cordier. La pel·lícula va estar nominada al Lleó d'Or del Festival Internacional de Cinema de Venècia. S'ha doblat i subtitulat al català.

## Argument
La pel·lícula tracta una història d'amor entre dues parelles adults entre la trentena i la quarantena d'anys que es troben i s'estimen. Es perden en la confusió i després intenten de sortir-ne.

## Repartiment
- Marina Foïs: Rachel
- Élodie Bouchez: Teri
- Roschdy Zem: Franck
- Nicolas Duvauchelle: Vincent
- Jean-françois Stévenin: Pare de Rachel